# Rio Távora
O rio Távora nasce próximo a Trancoso e corre para norte até desaguar no rio Douro, do qual é um afluente. Tem como principais afluentes as ribeiras de Gradiz, Rio de Mel, Açores e da Lezíria.
Nascendo no concelho de Trancoso (distrito da Guarda) passa por várias localidades como a Ponte do Abade, Vila da Ponte (Sernancelhe), Escurquela, Riodades, Granjinha, Távora, Tabuaço, etc. indo desaguar na margem esquerda do rio Douro depois de ter percorrido cerca de 47 quilómetros.
Dispõe de uma importante albufeira, criada pela Barragem do Vilar localizada entre as freguesias de Vilar (Moimenta da Beira) e Fonte Arcada (Sernancelhe). Esta albufeira ajuda a normalizar os fluxos hidrográficos do Douro, serve para a produção de energia eléctrica e é também recentemente utilizada para captação de água para abastecimento público.

## Etimologia
Tavora vem do latim tabula que quer dizer tábua ou madeira para tábuas e por extensão castanheiros (que no mundo antigo eram utilizados para fazer tábuas de excelência.
Deste modo rio Távora quer dizer rio das tábuas ou castanheiros, nome apropriado para o tempo pois no grande vale do Távora abundavam os castanheiros, sendo ainda hoje o Concelho de Sernancelhe considerada a terra da castanha.

## Afluentes
| - Ribeira do Vale Azedo - Ribeira de Mel - Ribeira Paúl - Ribeira Tabosa - Ribeira Açores | - Ribeira da Lezíria - Ribeira Medreiro - Ribeira Arados - Ribeira Viarca - Ribeira Sampaio | - Ribeira Ferreirim - Ribeira Friestes - Ribeira Tabarelas - Ribeira Fradinho - Ribeira de Gradiz |

## Pontes
Sobre o rio Távora existiam pontes muito antigas e com grande interesse histórico. De montante para jusante as mais importantes eram/são as seguintes:
- Ponte de Vila Novinha
- Ponte do Abade
- Ponte de Vila da Ponte era formada por 4 arcos (três de volta inteira e um quebrado)
- Ponte de Freixinho vulgarmente chamada pontigo era formada por 1 arco
- Ponte de Fonte Arcada, tinha 110m e era formada por 4 arcos
- Ponte de Riodades formada por 1 só arco
- Ponte do Fumo entre Távora e Pereiro, formada por 1 só arco de pedra
- Ponte de Tabuaço
- Ponte da foz do rio Távora, formada por 1 só arco de pedra

Com a construção da Barragem do Vilar a ponte de Vila da Ponte, a ponte de Freixinho e a de Fonte Arcada foram destruídas e o local submerso. No inicio da Barragem do Vilar foi construída uma ponte de betão armado que liga as localidades de Freixinho e do Penso. Sobre o paredão da barragem existem também uma via automóvel para efectuar a travessia.

Rio Távora
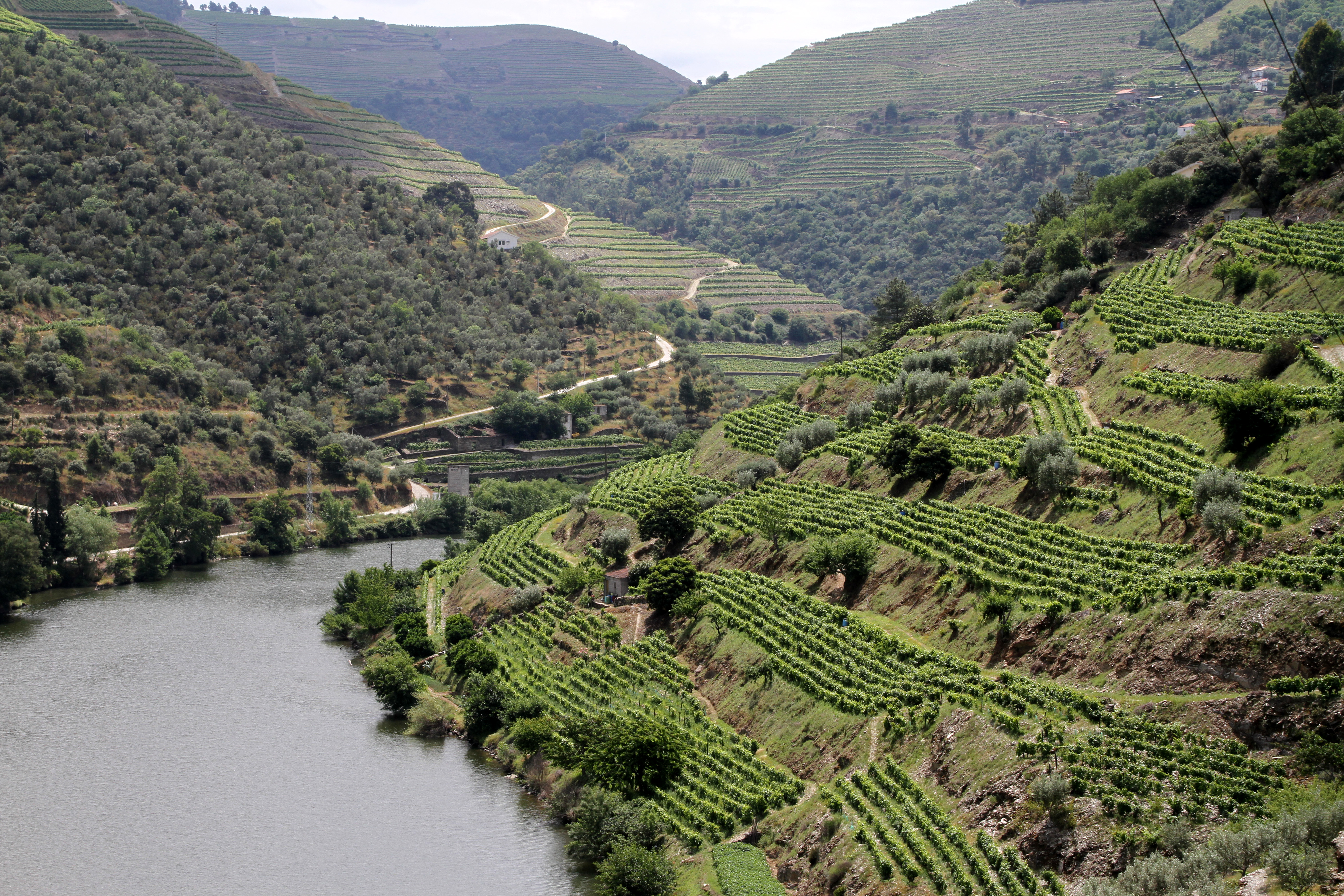
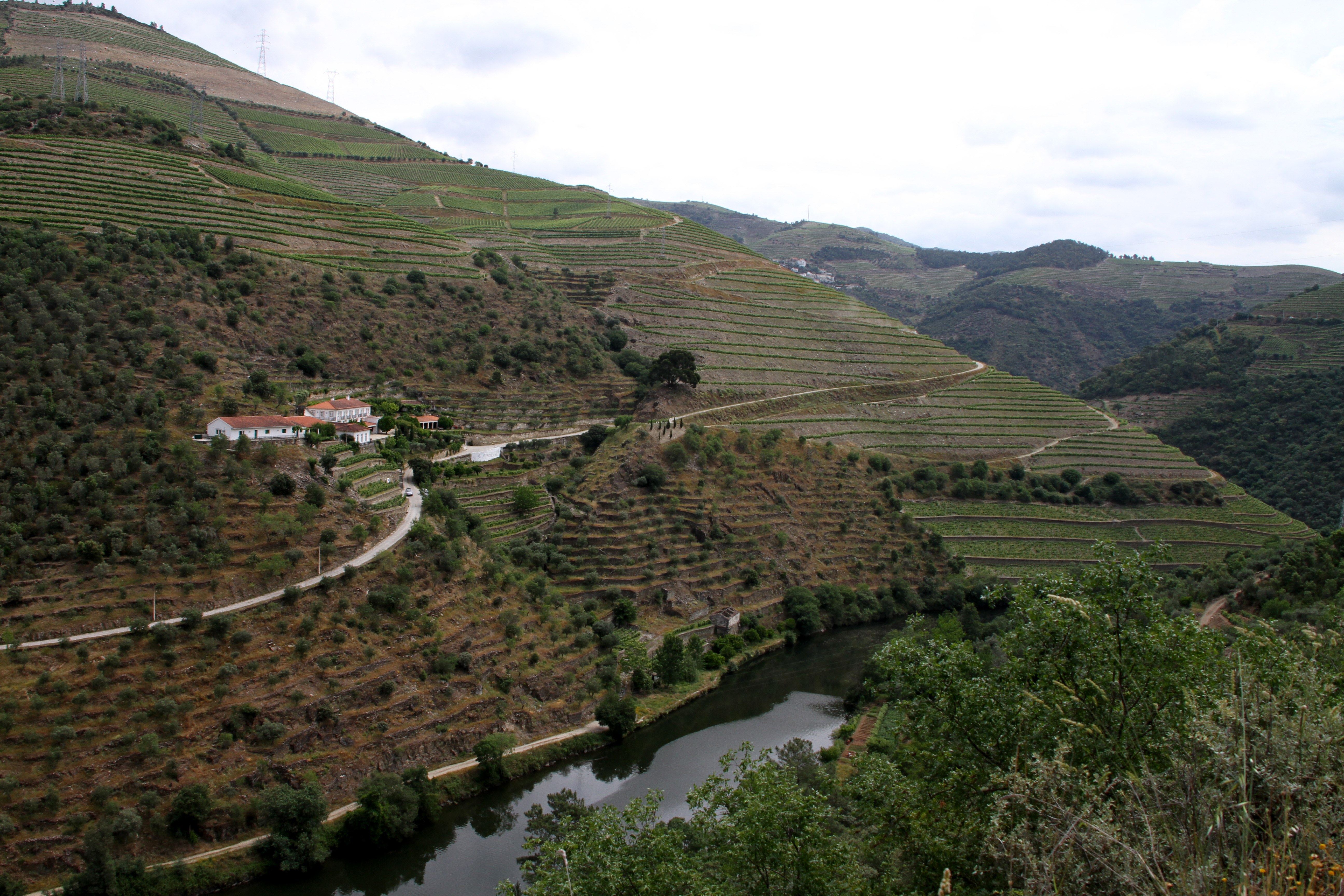
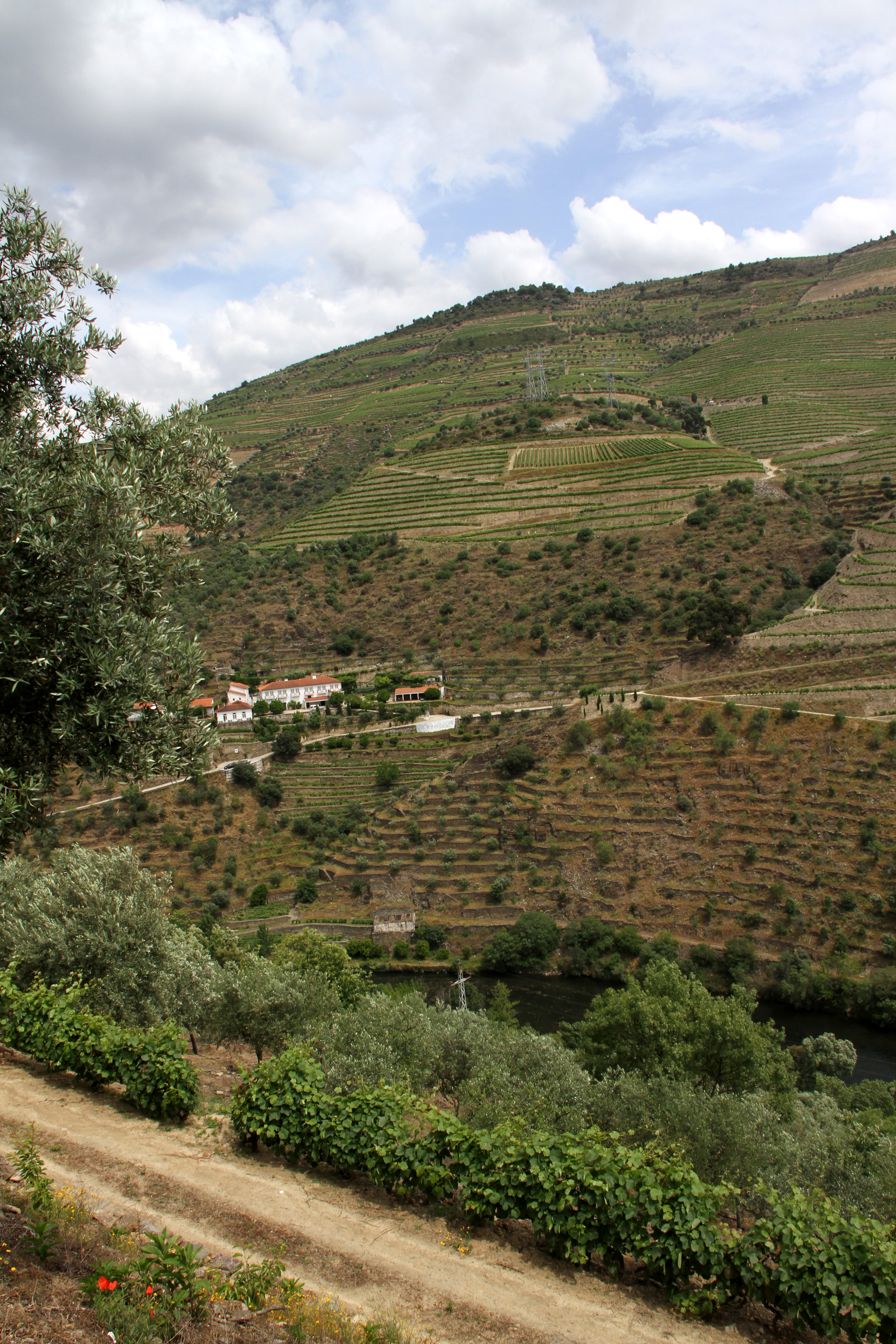
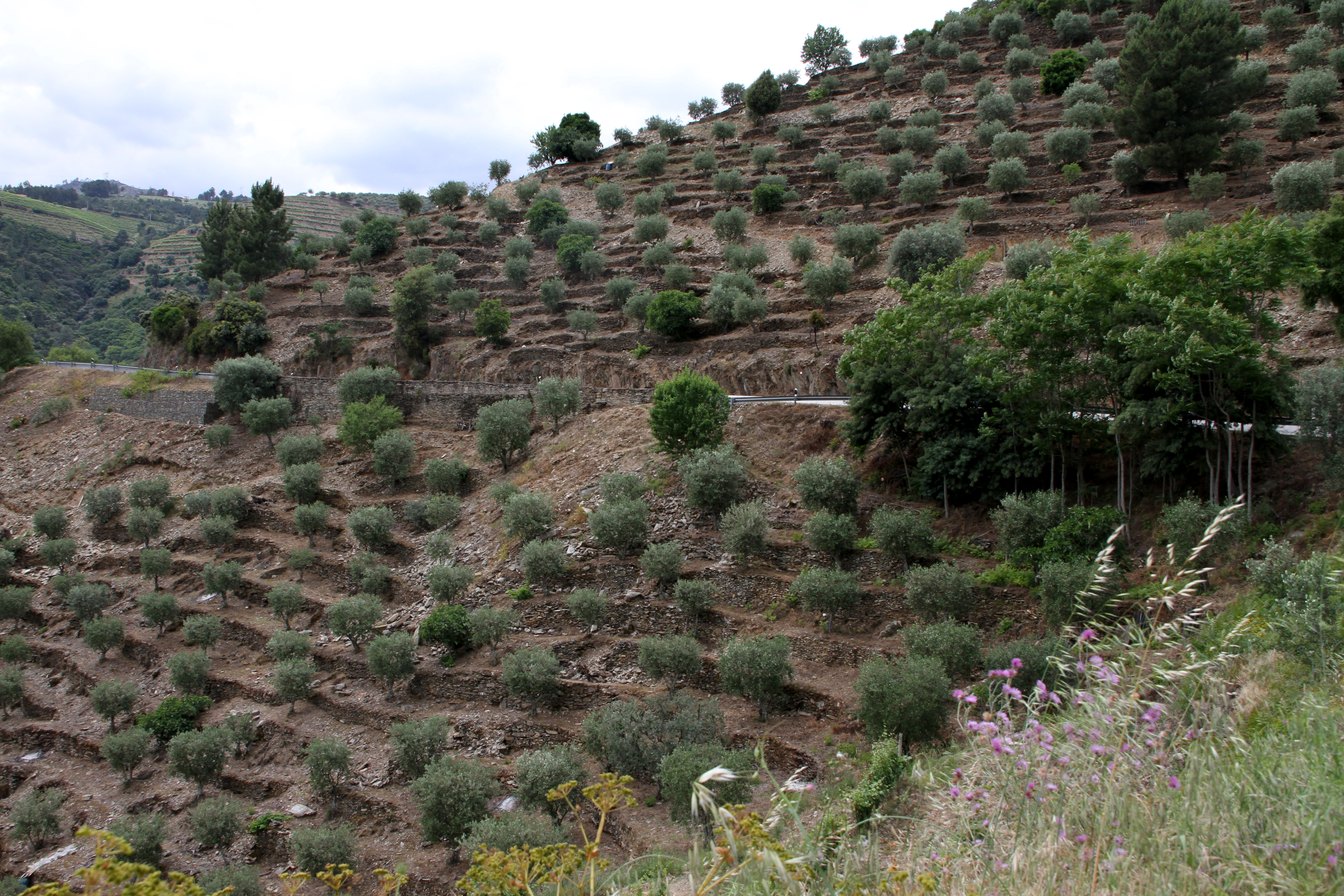
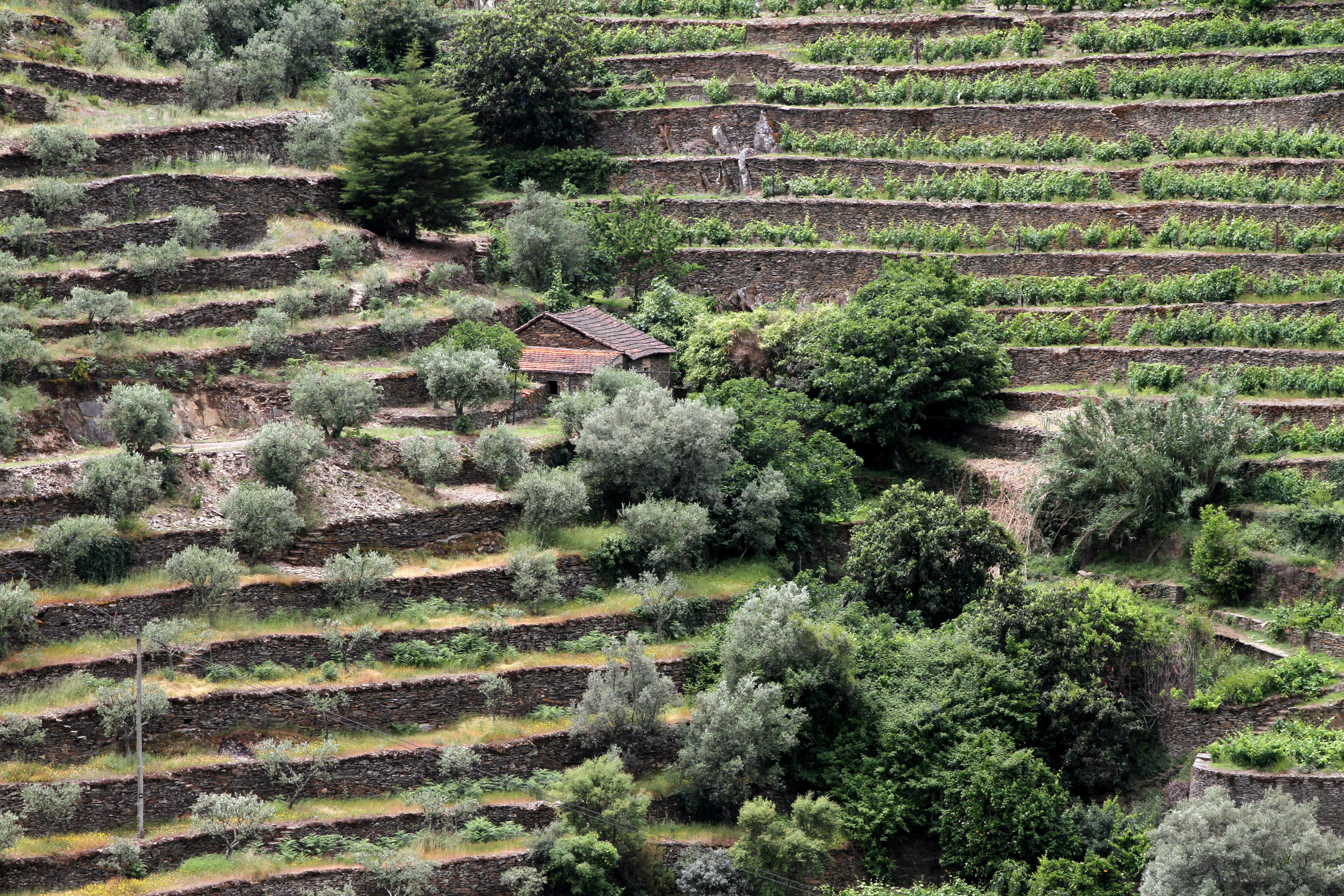
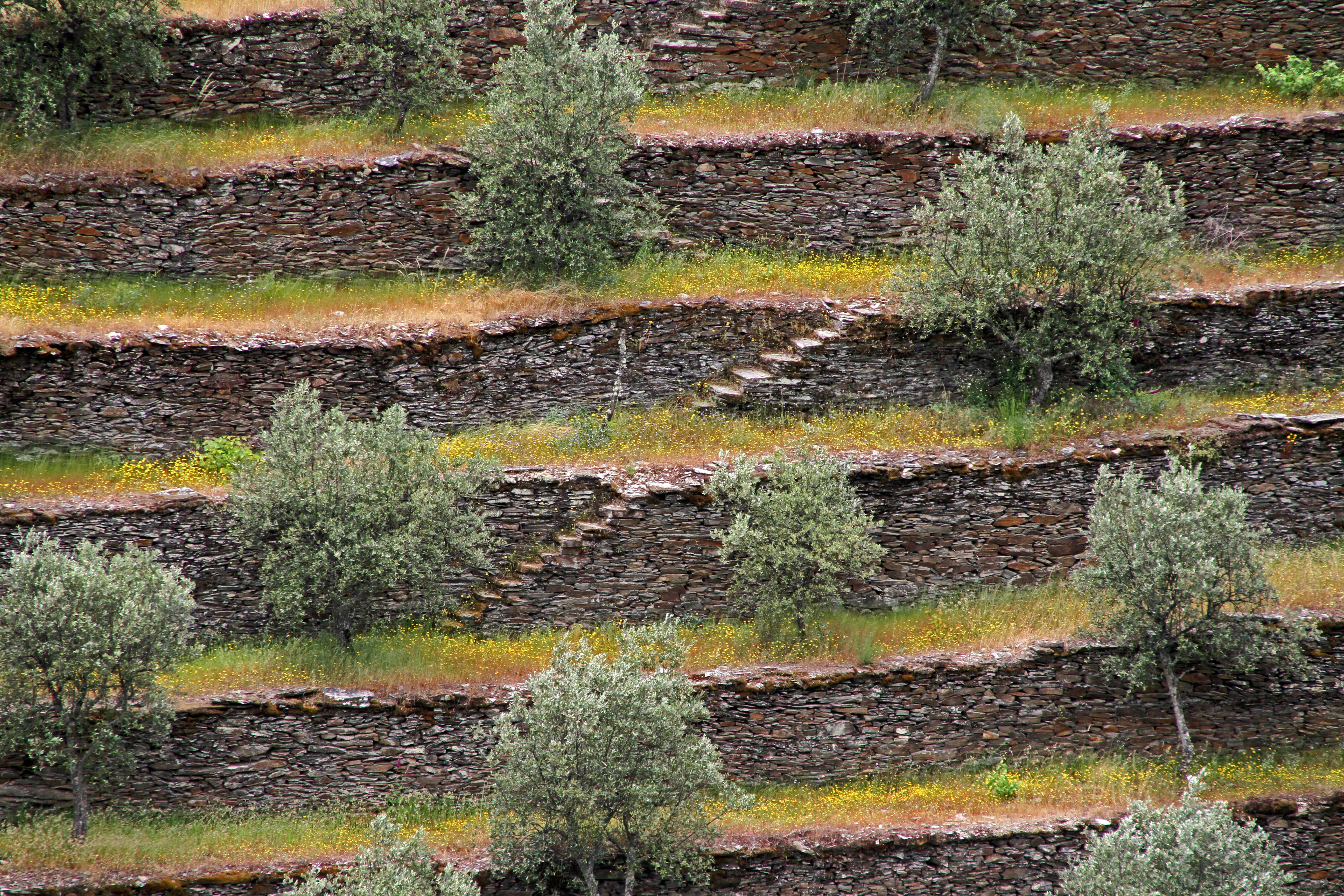